# Titus Waldenfels

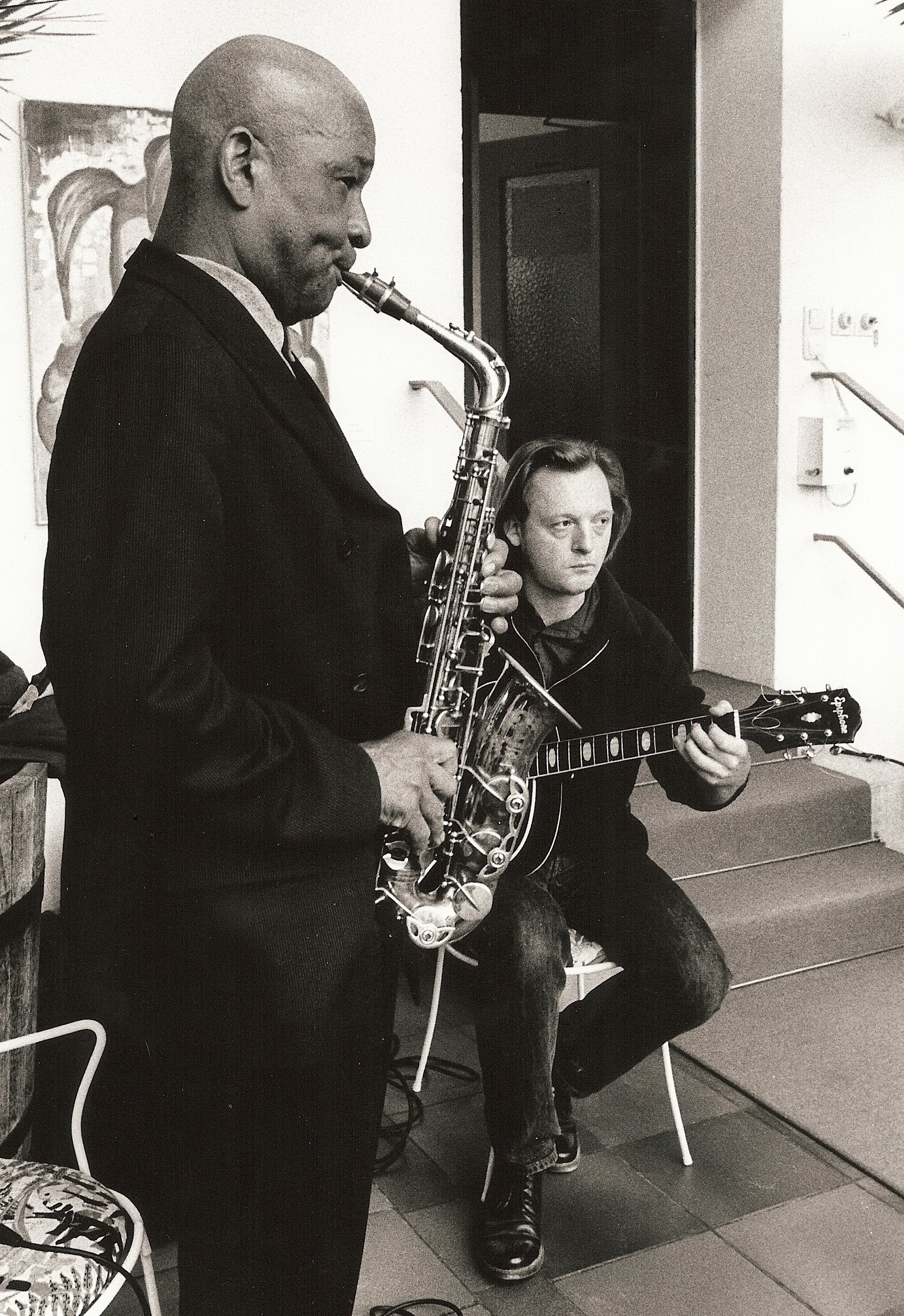
Titus Waldenfels (rechts) mit Monty Waters (1999)

Titus Waldenfels (* 3. März 1969 in München) ist ein deutscher Gitarrist und Komponist.

## Leben und Werdegang
Titus Waldenfels ist Enkel des Dichters Albrecht Goes und dessen Frau Elisabeth Goes, Sohn des Philosophen Bernhard Waldenfels und dessen Frau Christin Waldenfels-Goes sowie Neffe des Theologen Hans Waldenfels. 
Nach dem Abitur am Maximiliansgymnasium in München studierte er bis 1997 Germanistik und Musikwissenschaft an der Ludwig-Maximilians-Universität mit Magisterabschluss. 
Seit 1993 arbeitet er als professioneller Musiker in den Bereichen Jazz, Blues, Country, Chanson und Theatermusik.
Seine Instrumente sind Elektrische und Akustische Gitarre, Violine sowie seit 2002 Lap Steel, Banjo, Mandoline und ein selbstentwickelter Foot Bass.
Seit 2006 verbrachte er mehrere Monate in den USA, besonders in Texas, wo er mit zahlreichen Musikern der dortigen Musikszene Auftritte bestritt und auch im Radio live zu hören war.

## Zusammenarbeit und Mitwirkung (Auswahl)
Er arbeitete mit Gruppen und Musikern wie Embryo, Mal Waldron, Monty Waters, Dr.Will und Eugene Chadbourne, wirkte mit in drei Produktionen des Komödienstadels und spielt die Musik in Der Varreckte Hof von Georg Ringsgwandl am Münchner Lustspielhaus, Regie: Steffi Baier.

## Veröffentlichungen und Aufnahmemitwirkungen (Auswahl)
- Titus Waldenfels & Monty Waters Sextet: Moonlight in Slovakia, Honeyland Records, 1999
- Alessandro des Santis: Roma termini, Fine Music, 2004
- Slniecko: Odpocuuuvaj v pokoji, Pavian Records, 2006
- Dieter Landuris: Göttliche Affären, Universal Music, 2006
- Dr.Will: Speak of the Devil, Zyx Music, 2010
- Dr.Will: Cuffs Off, Downhill Records, 2015[9]
- Titus Waldenfels: From Munich into the World, CD Baby, 2015
- Verschiedene: Irrsinn in Bayern, Trikont, 2015
- Rainer Fabich: z-MINGA III, Fajora Music 112, 2017